# Freddy Albeck
Freddy Albeck, född 9 augusti 1919, död 7 februari 1992, var en dansk sångare och skådespelare.

## Filmografi (urval)
- 1945 – Sten Stensson kommer till stan
- 1949 – Hur tokigt som helst
- 1968 – H.C. Andersen-sagor